# Per Olof Hörnfeldt
Per Olof Hörnfeldt (i riksdagen kallad Hörnfeldt i Hörnäs), född 4 februari 1830 i Själevads socken, Västernorrlands län, död där 14 december 1890, var en svensk lantbrukare och riksdagsledamot. Han var son till lantbrukaren och riksdagsmannen för bondeståndet Johan Hörnfeldt, och hustrun Maria Kristina Hörnfeldt var i sin tur systerdotter till professorn och riksdagsmannen för prästeståndet Nils Haqvin Selander.
Per Olof Hörnfeldt var lantbrukare i Främmerhörnäs i Själevad, där han också var kommunalordförande. Han var även ledamot i Västernorrlands läns landsting 1863–1890.
Han företrädde bondeståndet i Norra Ångermanlands domsaga vid ståndsriksdagarna 1862/63 och 1865/66, och var därefter riksdagsledamot i andra kammaren 1867–1879 för Norra Ångermanlands domsagas valkrets och 1882–1884 samt 1887–1890 för Själevads och Arnäs tingslags valkrets. I riksdagen tillhörde han Ministeriella partiet 1867 och övergick till Nyliberala partiet 1868, men anslöt sig 1869 till Lantmannapartiet och kvarstod där till partisplittringen 1888, då han kvarstannade i det frihandelsvänliga Gamla lantmannapartiet.
Som riksdagsledamot var Per Olof Hörnfeldt bland annat ledamot i statsutskottet 1867–1879, 1882–1884 samt höstsessionen 1887. Han var därefter vice ordförande i bankoutskottet 1888–1890. Han engagerade sig bland annat för väg- och järnvägsbyggande.